# Вайзе, Конрад
Ко́нрад Ва́йзе (нем. Konrad Weise; род. 17 августа 1951, Грайц, Тюрингия) — немецкий футболист, защитник. Выступал за клуб «Карл Цейсс Йена» и национальную сборную ГДР. Участник чемпионата мира 1974 года, Олимпийский чемпион 1976 года и бронзовый призёр Олимпийских игр 1972 года.

## Карьера

### В сборной
В сборной ГДР Конрад Вайзе дебютировал 27 июля 1970 года в товарищеском матче со сборной Ирака, завершившимся победой восточных немцев со счётом 5:0, причём сам Конрад записал на свой счёт пятый гол своей сборной. В 1972 году Вайзе в составе сборной поехал в Мюнхен на XX летние Олимпийские игры, он сыграл во всех семи матчах своей команды которая стала бронзовым призёром. В 1974 году Вайзе принял участие в единственном для своей страны чемпионате мира 1974 года, он сыграл во всех шести матчах, включая знаменитый матч со сборной ФРГ. В 1976 году Вайзе вновь отправился на Олимпийские игры, на этот раз более удачно, так как сборная ГДР благодаря победе в финале над сборной Польши со счётом 3:1, завоевала первые и единственные в своей истории золотые олимпийские медали. Своё последнее выступление за сборную Вайзе провёл в отборочном матче чемпионата мира 1982 года со сборной Польши 10 октября 1981 года, тот матч завершился поражением восточных немцев со счётом 2:3. Всего же за сборную Конрад Вайзе сыграл 80 официальных матчей в которых забил 2 гола. Так же Вайзе сыграл 12 матчей за олимпийскую сборную ГДР.
| №  | Дата             | Соперник     | Счёт | Голы | Турнир                    |
| 1  | 27 июля 1970     | Ирак         | 5:0  | 1    | Товарищеский матч         |
| 2  | 24 апреля 1971   | Люксембург   | 2:1  | -    | Отборочный матч к ЧЕ 1972 |
| 3  | 9 мая 1971       | Югославия    | 1:2  | -    | Отборочный матч к ЧЕ 1972 |
| 4  | 16 августа 1971  | Мексика      | 1:0  | -    | Товарищеский матч         |
| 5  | 18 сентября 1971 | Мексика      | 1:1  | -    | Товарищеский матч         |
| 6  | 25 сентября 1971 | Чехословакия | 1:1  | -    | Товарищеский матч         |
| 7  | 10 октября 1971  | Нидерланды   | 2:3  | -    | Отборочный матч к ЧЕ 1972 |
| 8  | 16 октября 1971  | Югославия    | 0:0  | -    | Отборочный матч к ЧЕ 1972 |
| 9  | 27 мая 1972      | Уругвай      | 1:0  | -    | Товарищеский матч         |
| 10 | 31 мая 1972      | Уругвай      | 0:0  | -    | Товарищеский матч         |
| 11 | 7 октября 1972   | Финляндия    | 5:0  | -    | Отборочный матч к ЧМ 1974 |
| 12 | 18 апреля 1973   | Бельгия      | 0:3  | -    | Товарищеский матч         |
| 13 | 6 июня 1973      | Финляндия    | 5:1  | -    | Отборочный матч к ЧМ 1974 |
| 14 | 17 июня 1973     | Исландия     | 2:1  | -    | Товарищеский матч         |
| 15 | 17 октября 1973  | СССР         | 1:0  | -    | Товарищеский матч         |
| 16 | 3 ноября 1973    | Албания      | 4:1  | -    | Отборочный матч к ЧМ 1974 |
| 17 | 21 ноября 1973   | Венгрия      | 1:0  | -    | Товарищеский матч         |
| 18 | 26 февраля 1974  | Тунис        | 4:0  | -    | Товарищеский матч         |
| 19 | 28 февраля 1974  | Алжир        | 3:1  | -    | Товарищеский матч         |
| 20 | 13 марта 1974    | Бельгия      | 1:0  | -    | Товарищеский матч         |
| 21 | 27 марта 1974    | Чехословакия | 1:0  | -    | Товарищеский матч         |
| 22 | 23 мая 1974      | Норвегия     | 1:0  | -    | Товарищеский матч         |
| 23 | 29 мая 1974      | Англия       | 1:1  | -    | Товарищеский матч         |
| 24 | 14 июня 1974     | Австралия    | 2:0  | -    | Чемпионат мира 1974       |
| 25 | 18 июня 1974     | Чили         | 1:1  | -    | Чемпионат мира 1974       |
| 26 | 22 июня 1974     | ФРГ          | 1:0  | -    | Чемпионат мира 1974       |
| 27 | 26 июня 1974     | Бразилия     | 0:1  | -    | Чемпионат мира 1974       |
| 28 | 30 июня 1974     | Нидерланды   | 0:2  | -    | Чемпионат мира 1974       |
| 29 | 3 июля 1974      | Аргентина    | 1:1  | -    | Чемпионат мира 1974       |
| 30 | 4 сентября 1974  | Польша       | 3:1  | -    | Товарищеский матч         |
| 31 | 25 сентября 1974 | Чехословакия | 1:3  | -    | Товарищеский матч         |
| 32 | 9 октября 1974   | Канада       | 2:0  | -    | Товарищеский матч         |
| 33 | 12 октября 1974  | Исландия     | 1:1  | -    | Отборочный матч к ЧЕ 1976 |
| 34 | 30 октября 1974  | Шотландия    | 0:3  | -    | Товарищеский матч         |
| 35 | 16 ноября 1974   | Франция      | 2:2  | -    | Отборочный матч к ЧЕ 1976 |
| 36 | 7 декабря 1974   | Бельгия      | 0:0  | -    | Отборочный матч к ЧЕ 1976 |
| 37 | 26 марта 1975    | Болгария     | 0:0  | -    | Товарищеский матч         |
| 38 | 5 июня 1975      | Исландия     | 1:2  | -    | Отборочный матч к ЧЕ 1976 |
| 39 | 29 июля 1975     | Канада       | 3:0  | -    | Товарищеский матч         |
| 40 | 31 июля 1975     | Канада       | 7:1  | -    | Товарищеский матч         |
| 41 | 3 сентября 1975  | СССР         | 0:0  | -    | Товарищеский матч         |
| 42 | 27 сентября 1975 | Бельгия      | 2:1  | -    | Отборочный матч к ЧЕ 1976 |
| 43 | 12 октября 1975  | Франция      | 2:1  | -    | Отборочный матч к ЧЕ 1976 |
| 44 | 19 ноября 1975   | Чехословакия | 1:1  | 1    | Товарищеский матч         |
| 45 | 7 апреля 1976    | Чехословакия | 0:0  | -    | Товарищеский матч         |
| 46 | 22 сентября 1976 | Венгрия      | 1:1  | -    | Товарищеский матч         |
| 47 | 27 октября 1976  | Болгария     | 4:0  | -    | Товарищеский матч         |
| 48 | 17 ноября 1976   | Турция       | 1:1  | -    | Отборочный матч к ЧМ 1978 |
| 49 | 2 апреля 1977    | Мальта       | 1:0  | -    | Отборочный матч к ЧМ 1978 |
| 50 | 27 апреля 1977   | Румыния      | 1:1  | -    | Товарищеский матч         |
| 51 | 12 июля 1977     | Аргентина    | 0:2  | -    | Товарищеский матч         |
| 52 | 28 июля 1977     | СССР         | 2:1  | -    | Товарищеский матч         |
| 53 | 17 августа 1977  | Швеция       | 1:0  | -    | Товарищеский матч         |
| 54 | 7 сентября 1977  | Шотландия    | 1:0  | -    | Товарищеский матч         |
| 55 | 24 сентября 1977 | Австрия      | 1:1  | -    | Отборочный матч к ЧМ 1978 |
| 56 | 12 октября 1977  | Австрия      | 1:1  | -    | Отборочный матч к ЧМ 1978 |
| 57 | 29 октября 1977  | Мальта       | 9:0  | -    | Отборочный матч к ЧМ 1978 |
| 58 | 16 ноября 1977   | Турция       | 2:1  | -    | Отборочный матч к ЧМ 1978 |
| 59 | 8 марта 1978     | Швейцария    | 3:1  | -    | Товарищеский матч         |
| 60 | 4 апреля 1978    | Швеция       | 0:1  | -    | Товарищеский матч         |
| 61 | 30 августа 1978  | Болгария     | 2:2  | -    | Товарищеский матч         |
| 62 | 6 сентября 1978  | Чехословакия | 2:1  | -    | Товарищеский матч         |
| 63 | 4 октября 1978   | Исландия     | 3:1  | -    | Отборочный матч к ЧЕ 1980 |
| 64 | 9 февраля 1979   | Ирак         | 1:1  | -    | Товарищеский матч         |
| 65 | 11 февраля 1979  | Ирак         | 1:2  | -    | Товарищеский матч         |
| 66 | 28 февраля 1979  | Болгария     | 0:1  | -    | Товарищеский матч         |
| 67 | 28 марта 1979    | Венгрия      | 0:3  | -    | Товарищеский матч         |
| 68 | 18 апреля 1979   | Польша       | 2:1  | -    | Отборочный матч к ЧЕ 1980 |
| 69 | 5 мая 1979       | Швейцария    | 2:0  | -    | Отборочный матч к ЧЕ 1980 |
| 70 | 1 июня 1979      | Румыния      | 1:0  | -    | Товарищеский матч         |
| 71 | 5 сентября 1979  | СССР         | 0:1  | -    | Товарищеский матч         |
| 72 | 12 сентября 1979 | Исландия     | 3:0  | -    | Отборочный матч к ЧЕ 1980 |
| 73 | 26 сентября 1979 | Польша       | 1:1  | -    | Отборочный матч к ЧЕ 1980 |
| 74 | 21 ноября 1979   | Нидерланды   | 2:3  | -    | Отборочный матч к ЧЕ 1980 |
| 75 | 13 февраля 1980  | Испания      | 1:0  | -    | Товарищеский матч         |
| 76 | 16 апреля 1980   | Греция       | 2:0  | -    | Товарищеский матч         |
| 77 | 8 октября 1980   | Чехословакия | 1:0  | -    | Товарищеский матч         |
| 78 | 15 октября 1980  | Испания      | 0:0  | -    | Товарищеский матч         |
| 79 | 19 ноября 1980   | Венгрия      | 2:0  | -    | Товарищеский матч         |
| 80 | 10 октября 1981  | Польша       | 2:3  | -    | Отборочный матч к ЧМ 1982 |

Итого: 80 матчей / 3 гола; 41 победа, 23 ничьих, 16 поражений.
| №  | Дата             | Соперник | Счёт | Голы | Турнир                |
| 1  | 28 августа 1972  | Гана     | 4:0  | -    | Олимпийские игры 1972 |
| 2  | 30 августа 1972  | Колумбия | 6:1  | -    | Олимпийские игры 1972 |
| 3  | 1 сентября 1972  | Польша   | 1:2  | -    | Олимпийские игры 1972 |
| 4  | 3 сентября 1972  | Венгрия  | 0:2  | -    | Олимпийские игры 1972 |
| 5  | 5 сентября 1972  | Мексика  | 7:0  | -    | Олимпийские игры 1972 |
| 6  | 8 сентября 1972  | ФРГ      | 3:2  | -    | Олимпийские игры 1972 |
| 7  | 10 сентября 1972 | СССР     | 2:2  | -    | Олимпийские игры 1972 |
| 8  | 18 июля 1976     | Бразилия | 0:0  | -    | Олимпийские игры 1976 |
| 9  | 22 июля 1976     | Испания  | 1:0  | -    | Олимпийские игры 1976 |
| 10 | 25 июля 1976     | Франция  | 4:0  | -    | Олимпийские игры 1976 |
| 11 | 27 июля 1976     | СССР     | 2:1  | -    | Олимпийские игры 1976 |
| 12 | 31 июля 1976     | Польша   | 3:1  | -    | Олимпийские игры 1976 |

Итого: 12 матчей; 8 побед, 2 ничьих, 2 поражения.

## Достижения

### Командные
Сборная ГДР
- Победитель Олимпийских игр: 1976
- Бронзовый призёр Олимпийских игр: 1972

 «Карл Цейсс»
- Серебряный призёр чемпионата ГДР (5): 1971, 1973, 1974, 1975, 1981
- Бронзовый призёр чемпионата ГДР (5): 1977, 1979, 1980, 1983, 1986
- Обладатель Кубка ГДР (3): 1972, 1974, 1980
- Финалист Кубка обладателей кубков УЕФА: 1980/81

### Личные
- 35-е место в списке игроков с наибольшим количеством матчей, сыгранных в чемпионате ГДР: 310 матчей